# Zam Zam Abdullahi Abdi
Pour les articles homonymes, voir  Abdi.
Zam Zam Abdullahi Abdi est une journaliste et militante somalienne des droits humains en Somalie. Elle se focalise en particulier sur les droits des femmes et les droits des enfants. Elle détient la double nationalité somalienne et kényane.

## Militantisme
Elle est responsable du renforcement des capacités au sein de la Coalition des organisations populaires de femmes et présidente de la section somalienne du Réseau africain pour la prévention et la protection contre l’abus et la négligence de l’enfant.
Zam Zam Abdullahi Abdi réclame un accès à l'éducation plus facile pour les femmes somalienne. Elle cherche à les éduquer et à leur enseigner leurs droits et leurs devoirs.

## Kidnapping
En 2004, alors qu'elle est responsable de l'information de l'Association des femmes journalistes somaliennes, Zam Zam Abdullahi Abdi est enlevée et retenue par des individus armés du 24 au 25 octobre à Mogadiscio, capitale de la Somalie. Elle estime avoir été kidnappée à cause de ses activités de défense des enfants.

## Procès
En octobre 2016, Zam Zam Abdullahi Abdi est jugée par la Haute Cour du Kenya avec trois autres militantes. Elles sont accusées d'avoir bombardé un commissariat de police de Mombasa.
Le procès a été dénoncé par l'organisation Cage Africa. En effet, les avocats des quatre militantes concernées n'ont pas été autorisés à présenter des preuves pour contester des charges. De plus, les activistes ont été soumises à des fouilles à nu, ce qui constitue une violation de leur dignité.